# Малое Станичное
Малое Станичное — село в Карсунском городском поселений Карсунского района Ульяновской области. Расположено в долине реки Барыш, в 14 км к северу от районного центра Карсун.

## История
Название села происходит от слова «стан» — расположение казаков.
В 1780 году, при создании Симбирского наместничества, «деревня Малая Станишная, при речке Барыше, а жители в ней числятся по ревизии в Карлинской Слободе (ныне Урено-Карлинское)», вошла в состав Карсунского уезда.
В 1800 году, владелец села Большое Станичное помещик Бедрин, продал своё имение Татаринову, а своих крестьян переселил на новое место в 5 верстах севернее. Это новое поселение постепенно разрослось и получила название деревня Малая Станичная.
В 1801 году графом Христофором Сергеевичем Минихом из деревни переселил 26 мужчин и 14 женщин в деревню Новый Урень.
В 1859 году в деревне Малая Станичная жило в 56 дворах 793 человека.
Школа открылась в 1866 году.
В 1876 году была построена часовня.
К 1880 г. в Малом Станичном уже имелось свыше 150 дворов. Число жителей составляло 1 470 человек, из которых всего 165 были грамотными.
В 1893 году была открыта школа грамоты.
В 1898 году была построена деревянная Никольская церковь (не сохранилась).
В 1913 году в селе было 188 дворов, 1480 жителей (русские).
В 1914 году сгорела церковь. После пожара церковь была восстановлена жителями села.
В 1920-х годах была создана сельскохозяйственная артель имени Будённого, позднее, в 1930 году создан колхоз «Сердце пятилетки» и «Красная горка» село Ильинка (находившееся рядом с М. Станичным). В 1952 году колхоз становится миллионером, его доход составлял 1,78 млн руб. В послевоенные годы колхоз дважды переименовывался. Последнее название колхоз — «Дружба». В 1958 г. был укреплен за счет колхозов двух сел. Большое Станичное и Малая Усть-Урень (колхоз «Молодой ленинец»).
В Великую Отечественную войну 1941—1945 гг. на полях сражений погибло 250 сельчан.
Через всё село в 1945—1947 гг. была проложена булыжная мостовая протяженностью 3,5 км. Была создана дорожная бригада (бригадир Филимонов Иван Николаевич), которая существовала до 1950 г. Строила мосты и дорогу в село Большое Станичное.
К 1977 г. в селе Малое Станичное насчитывалось 260 дворов, 641 житель.
В 1996 население составляло 560 человек.

## Население
| 2010 |
| ---- |
| 320  |

## Инфраструктура
Имеются, клуб, магазин, медпункт, библиотека, нет пожарной охраны.
Общественный транспорт ходит два раза в день (утро и день).

## Достопримечательности
- Родник[7].
- Обелиск (1974 г.)[8]
- В ноябре 1968 г. в центре села открыт обелиск в память погибших в Великой Отечественной войне.

## Известные уроженцы
- Лагутин, Алексей Фёдорович — Герой Социалистического Труда, бригадир тракторной бригады Джурунской МТС Актюбинской области.
- Гаранин, Николай Филиппович — Герой Социалистического Труда, председатель колхоза «Сердце пятилетки».
- Яшин, Афанасий Фёдорович — Герой Социалистического Труда, заведующий коневодческой фермой колхоза «Сердце пятилетки»[9].
- Денисов, Максим Яковлевич — Герой Советского Союза[10].
- Щипанов Михаил Иванович — трехкратный чемпион России по тяжелой атлетике.